# Phyllachora lauracearum
Phyllachora lauracearum är en svampart som först beskrevs av Henn., och fick sitt nu gällande namn av Franz Xaver von Höhnel 1910. Phyllachora lauracearum ingår i släktet Phyllachora och familjen Phyllachoraceae.   Inga underarter finns listade i Catalogue of Life.